# Communauté de communes du Pays d’Alésia et de la Seine
Die Communauté de communes du Pays d’Alésia et de la Seine ist ein französischer Gemeindeverband mit der Rechtsform einer Communauté de communes im Département Côte-d’Or in der Region Bourgogne-Franche-Comté. Der Gemeindeverband wurde am 1. Januar 2004 gegründet und umfasst 24 Gemeinden. Der Verwaltungssitz befindet sich im Ort Venarey-les-Laumes.

## Mitgliedsgemeinden
| Gemeinde                                               | Einwohner 1. Januar 2022 | Fläche km² | Dichte Einw./km² | Code INSEE | Postleitzahl |
| ------------------------------------------------------ | ------------------------ | ---------- | ---------------- | ---------- | ------------ |
| Alise-Sainte-Reine                                     | 568                      | 3,83       | 148              | 21008      | 21150        |
| Boux-sous-Salmaise                                     | 125                      | 14,64      | 9                | 21098      | 21690        |
| Bussy-le-Grand                                         | 306                      | 29,69      | 10               | 21122      | 21150        |
| Charencey                                              | 37                       | 4,84       | 8                | 21144      | 21690        |
| Corpoyer-la-Chapelle                                   | 37                       | 4,16       | 9                | 21197      | 21150        |
| Darcey                                                 | 332                      | 18,91      | 18               | 21226      | 21150        |
| Flavigny-sur-Ozerain                                   | 274                      | 27,79      | 10               | 21271      | 21150        |
| Frôlois                                                | 164                      | 34,77      | 5                | 21288      | 21150        |
| Gissey-sous-Flavigny                                   | 93                       | 10,29      | 9                | 21299      | 21150        |
| Grésigny-Sainte-Reine                                  | 147                      | 7,06       | 21               | 21307      | 21150        |
| Grignon                                                | 191                      | 11,68      | 16               | 21308      | 21150        |
| Hauteroche                                             | 77                       | 13,28      | 6                | 21314      | 21150        |
| Jailly-les-Moulins                                     | 76                       | 9,29       | 8                | 21321      | 21150        |
| La Roche-Vanneau                                       | 137                      | 13,19      | 10               | 21528      | 21150        |
| La Villeneuve-les-Convers                              | 60                       | 8,88       | 7                | 21695      | 21450        |
| Marigny-le-Cahouët                                     | 312                      | 19,28      | 16               | 21386      | 21150        |
| Ménétreux-le-Pitois                                    | 393                      | 6,62       | 59               | 21404      | 21150        |
| Mussy-la-Fosse                                         | 95                       | 4,45       | 21               | 21448      | 21150        |
| Pouillenay                                             | 589                      | 15,04      | 39               | 21500      | 21150        |
| Salmaise                                               | 128                      | 13,12      | 10               | 21580      | 21690        |
| Source-Seine                                           | 60                       | 16,42      | 4                | 21084      | 21690        |
| Thenissey                                              | 91                       | 10,25      | 9                | 21627      | 21150        |
| Venarey-les-Laumes                                     | 2.758                    | 10,23      | 270              | 21663      | 21150        |
| Verrey-sous-Salmaise                                   | 302                      | 8,21       | 37               | 21670      | 21690        |
| Communauté de communes du Pays d’Alésia et de la Seine | 7.352                    | 315,92     | 23               | –          | –            |